# Доліви (Підляське воєводство)
Доліви (пол. Doliwy) — село в Польщі, у гміні Пшитули Ломжинського повіту Підляського воєводства.
Населення — 79 осіб (2011).
У 1975-1998 роках село належало до Ломжинського воєводства.

## Демографія
Демографічна структура станом на 31 березня 2011 року:
|          | Загалом | Допрацездатний вік | Працездатний вік | Постпрацездатний вік |
| -------- | ------- | ------------------ | ---------------- | -------------------- |
| Чоловіки | 33      | 8                  | 23               | 2                    |
| Жінки    | 46      | 9                  | 28               | 9                    |
| Разом    | 79      | 17                 | 51               | 11                   |